# Остров Беккера
Остров Беккера — остров архипелага Земля Франца-Иосифа. Административно расположен на территории Приморского района Архангельской области, Россия.
Высшая точка острова — 165 метров.
Две трети острова покрыты ледяным куполом, высотой до 66 метров, свободная же часть земли находится на востоке. Там же расположена единственная гора острова (165 м) и астрономический пункт. Имеется множество ручьёв.

## Описание
Крайняя западная оконечность острова — мыс Лопасть, крайняя восточная — мыс Галковского, названный в честь радиста Николая Яковлевича Галковского, который 12 августа 1937 года на самолёте ДБ-А с бортовым номером Н-209 с экипажем в составе шести человек под командованием Леваневского начал полёт из Москвы через Северный полюс в Фэрбенкс, штат Аляска, США закончившийся трагически.
На юге остров отделён от острова Райнера проливом Руслана, на северо-востоке проливом Берёзкина от острова Ла-Ронсьер.
- Ближайшие мелкие острова: Столичка, остров Куна, остров Кейна.
- Ближайшие крупные острова: остров Райнера, остров Гофмана, Ла-Ронсьер.

Назван остров в честь австрийского педагога Морица Алоиза Беккера (1812—1887 годы), личного учителя наследного принца Рудольфа, генерального секретаря Австрийского географического общества.

## Топографические карты
- Лист карты U-40-XXVIII,XXIX,XXX о. Циглера. Масштаб: 1 : 200 000. Издание 1965 г.